# Distributed Proofreaders

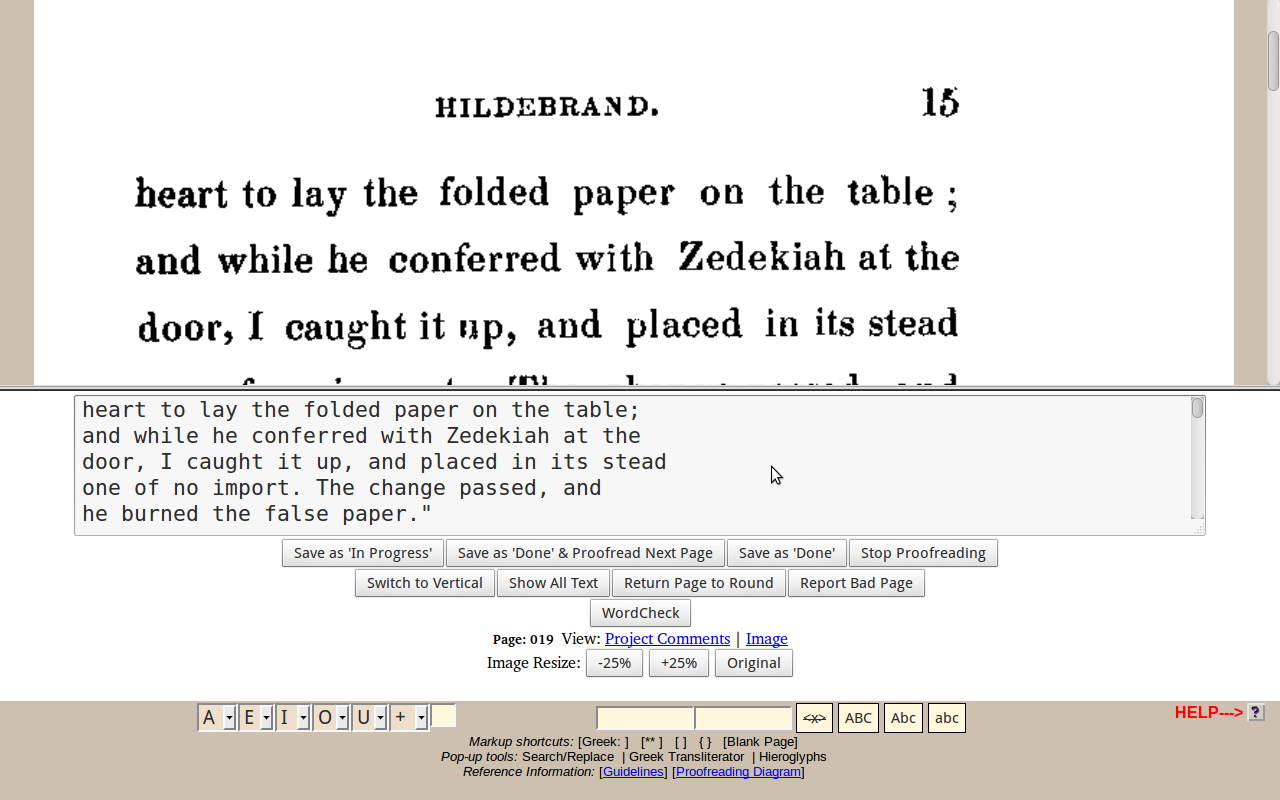
Screenshot

Distributed Proofreaders (с англ. — «Распределённые корректоры») — веб-проект по оцифровке книг для проекта «Гутенберг». Идея проекта состоит в совместной работе массы волонтёров над созданием электронных книг, начиная с этапа сканирования и заканчивая выкладкой готового текста на сайт проекта «Гутенберг».
Проект был создан в 2000 году, с тех пор усилиями его участников каталог проекта «Гутенберг» пополнился более чем 15 тысячами книг. В месяц это число возрастает в среднем на 150—200 книг. Каждый день первый этап вычитки проходит более 2 тысяч страниц.
По историческим причинам сайт не поддерживает юникод, поэтому число языков, книги на которых оцифровываются в рамках проекта, сильно ограничено. По состоянию на апрель 2009 г. список языков таков:
- английский
- французский
- немецкий
- испанский
- итальянский
- голландский
- португальский
- датский
- норвежский
- ирландский

Книги на некоторых других языках, включая славянские, обрабатываются в рамках проекта Distributed Proofreaders Europe, в котором юникод поддерживается.

## Этапы создания книг
На первом этапе книги, не защищённые авторским правом, сканируются и проходят распознавание. Довольно значительная часть книг в проект попадает, минуя этап сканирования — из Internet Archive, Google Books и других подобных источников.
В результате распознавания получается текст, как правило, содержащий некоторое количество ошибок распознавания (англ. scannos). В связи с этим текст проходит трёхступенчатую процедуру вычитки (proofreading), в ходе которой корректор видит на экране одновременно изображение, полученное со сканера, и текущий вариант текста.
Затем книга подвергается двухступенчатому процессу форматирования, при этом, как и на предыдущем этапе, наибольший приоритет отдаётся тому, чтобы сохранить текст как можно ближе к авторскому варианту.
Отформатированный текст проходит так называемую постобработку (post-processing), а затем — окончательную верификацию. После этого книга считается готовой к выкладке на сайт проекта «Гутенберг».